# Phygasia minuta
Phygasia minuta es una especie de insecto coleóptero de la familia Chrysomelidae. Fue descrita en 2001 por Medvedev.